# Софийский собор (Харбин)
Софи́йский собо́р (кит. 哈尔滨圣·索非亚大教堂) — недействующий православный храм в Харбине. Один из символов Русского Харбина.
С ноября 1996 года собор находится в списке памятников культуры Китайской Народной Республики (4—227). В настоящее время в нём находится архитектурный музей, в котором демонстрируются фотографии и макеты зданий Харбина.

## История

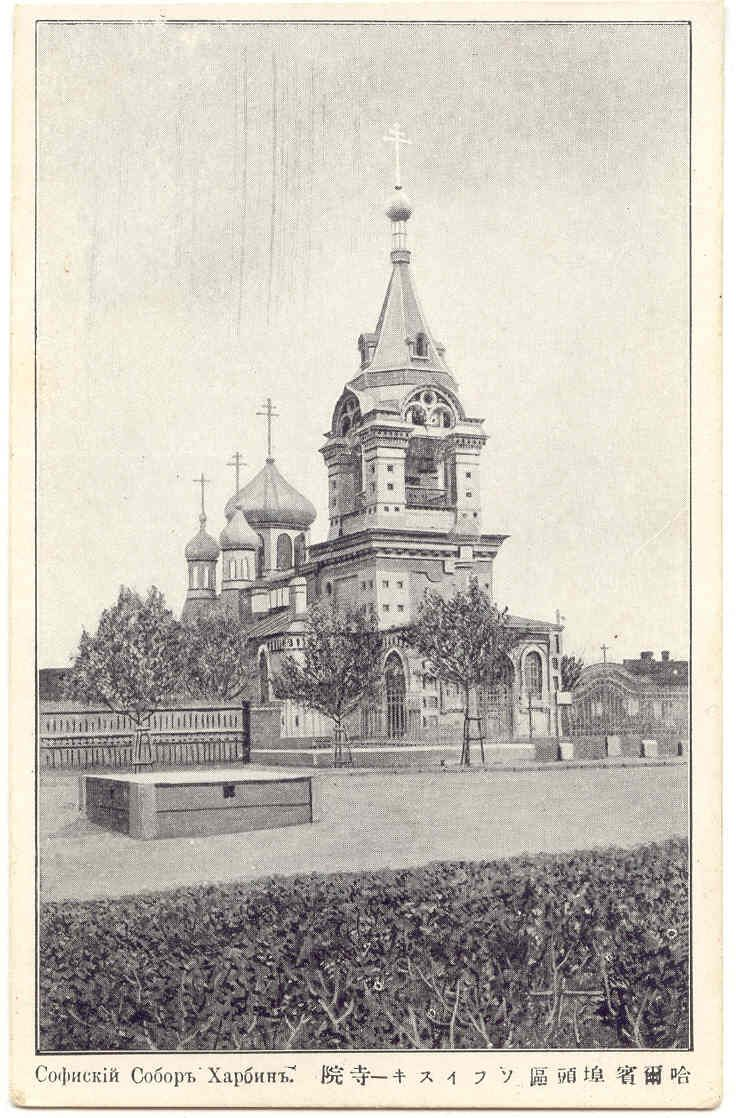
Софийский собор в 1910-е годы

По окончании Русско-японской войны эвакуировавшаяся из Маньчжурии воинская часть под командованием генерала Эдуарда Колянковского в 1907 года подарила харбинцам деревянный храм, ранее служивший военной церковью. В дарственном документе военные отмечали, что они совершают своё пожертвование, «дабы русское дело в Харбине под сенью этого храма росло и укреплялось». Храм заложили на новом месте (район Пристань, ул. Водопроводная, угол Мостовой) 11 февраля 1907 года. Все затраты на демонтаж храма и сборку здания по новому адресу всецело принял на себя харбинский чаеторговец Илья Чистяков. Работы проводились в рекордные сроки, заняв двадцать дней. Храм освятили малым освящением 4 марта 1907 года во имя Софии Премудрости Божией в надежде, что позднее на великое освящение прибудет из Владивостока новый архипастырь, что и произошло: в 1908 году великое освящение совершил архиепископ Евсевий (Никольский). Храм получил в Харбине статус первого нежелезнодорожного и первого приходского. Илья Чистяков занял в нём должность ктитора и оставался в ней до своей смерти в 1922 году. Причт содержался приходским советом на добровольные пожертвования прихожан, а хор целиком оплачивал Чистяков.
В 1912 году храм претерпел реконструкцию. Храм был обложен кирпичом и реконструирован по проекту С. К. Треймана. Был пристроен левый придел во имя пророка Божия Илии и мученицы Ираиды (святых, соименных самому Чистякову и его супруге Ираиде Петровне). На колокольне над входом в храм появились новые колокола — один большой и восемь малых. Храм выглядел благолепно. Вот как описывает его Г. В. Мелихов со слов деда, харбинского старожила: «Это лёгкое, изящное сооружение освещалось электричеством, и с наступлением сумерек его кресты сияли в тёмном небе разноцветными огнями. Особенностью старой Софийской церкви <…> были живопись и особо выразительное хоровое пение. При входе в неё по обеим сторонам располагались два больших живописных полотна: „Послы Владимировы в Софийском Соборе в Царьграде“ и „Крещение киевлян при Владимире“».

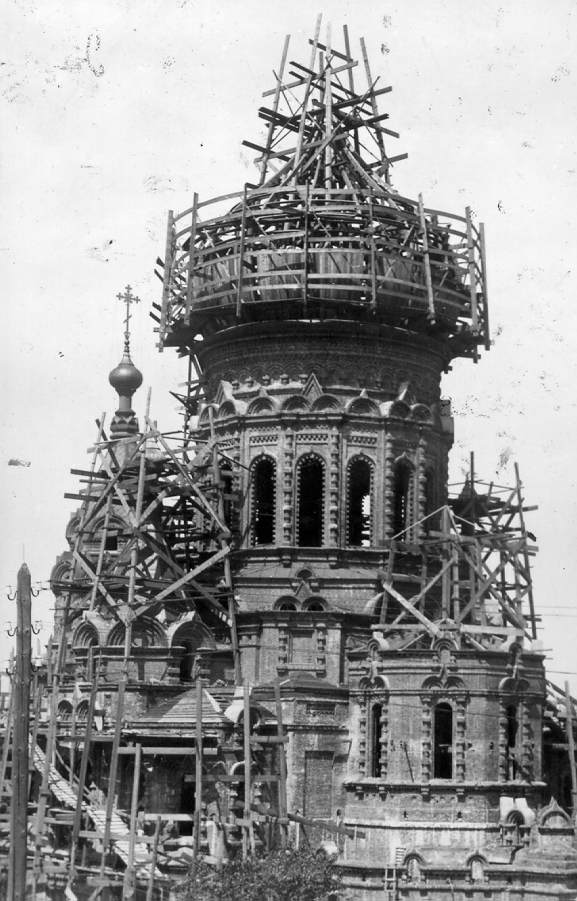
Строительство Софийского собора. 1928 год

В связи с притоком эмигрантов приходской совет решил построить новое здание церкви на том же участке, где она играла доминирующую композиционную роль в окружающем городском ландшафте. В 1923 году состоялась закладка нового собора. Однако до 1930 года развернуть работы не удалось. Проект разработал архитектор Михаил Осколков, взяв за основу свой же проект ранее построенного храма в Благовещенске. Оба проекта были репликой храма на Гутуевском острове в Санкт-Петербурге, спроектированного видным архитектором Василием Косяковым. После великого освящения храма и вплоть до 1941 года он оставался крупнейшим на территории Маньчжурии. Полное освящение обновлённого собора произошло 25 ноября 1932 года. В старом здании разместилось епархиальное управление и похоронное бюро, а по вечерам проходила занятия богословского института святого Владимира.
По воспоминаниям харбинского священника Николая Падерина:

На Сквозной улице в районе пристани возвышался благолепный храм Софии Премудрости Божией, который привлекал внимание своим величием и архитектурными особенностями. Храм имел два придела: во имя пророка Божия Илии и святого равноапостольного князя Владимира. Строителем Софийского храма был известный в Харбине коммерсант, владелец чайной фирмы К. Ф. Чистяков. Приход имел свое благотворительное учреждение — Софийское приходское похоронное бюро. Едва ли нужно говорить, какое значение могло иметь для беднейшего населения города такое учреждение. Если не на катафалке, то хоть на дрогах и хотя в простом гробу, но с крестом на нем, а также и с надмогильным холмом и по православному обычаю совершалось погребение безродных или неимущих людей.

В 1957 году храм был закрыт и превращён в студенческое общежитие. В период «культурной революции» существовали планы разрушить храм. Долгие годы собор находился в полнейшем запустении. Некоторое время в здании храма размещалось рабочее общежитие. В «Сборнике памяти 1-го Харбинского Русского реального училища» (1987) указано, что храм находится «без надзора и пришел в полную ветхость и стоит без окон. Вокруг него выросли многоэтажные жилые дома, и с улиц этот храм увидеть нельзя».
В 1997 году собор был отремонтирован городскими властями. Реставрация потребовала больших затрат. Для восстановления соборной площади были снесены несколько жилых кварталов.
В 2006 году храм и площадь претерпели новый ремонт с целью размещения в нём выставочного зала. Для того, чтобы собор и его окружающая обстановка гармонировали друг с другом, здание было подсвечено, установлены 16 групп новых галогенных ламп с рефлектором и более чем 1000 ламп, которые сделали памятник привлекательным. Софийский собор был открыт в начале декабря. В соборе расположился архитектурный музей, в котором демонстрируются фотографии и макеты зданий Харбина.
13 мая 2013 года собор в ходе своего визита в Китай, посетил Патриарх Московский и всея Руси Кирилл.

## Архитектура

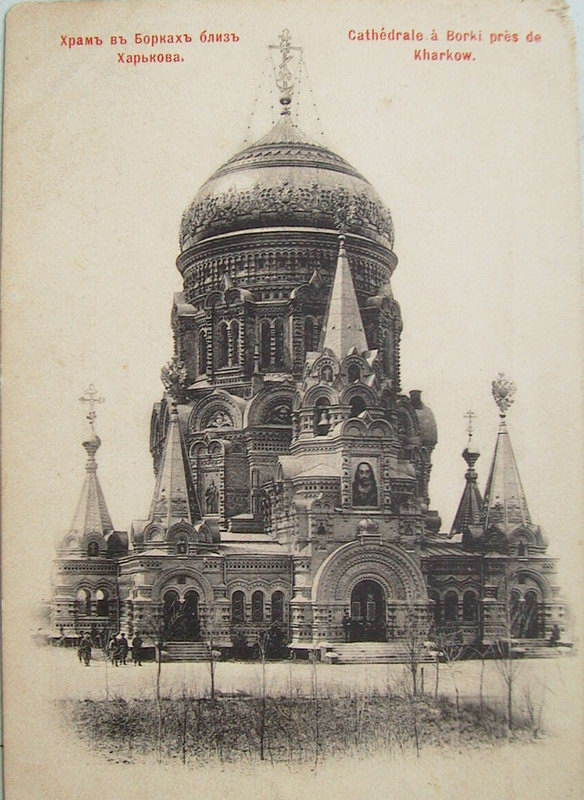
Второй Храм Христа Спасителя в Борках. 1890-е годы

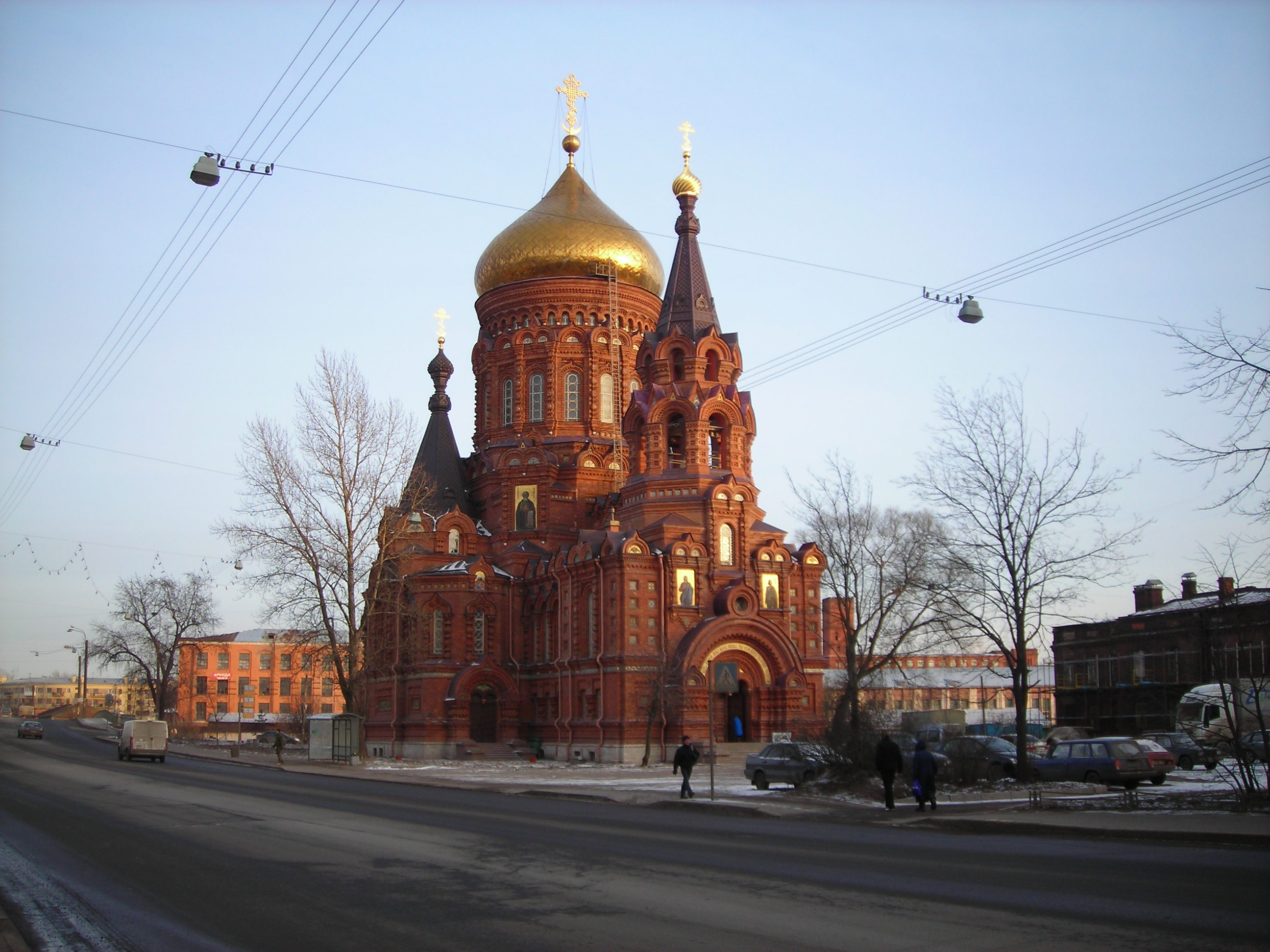
Богоявленский храм в Санкт-Петербурге

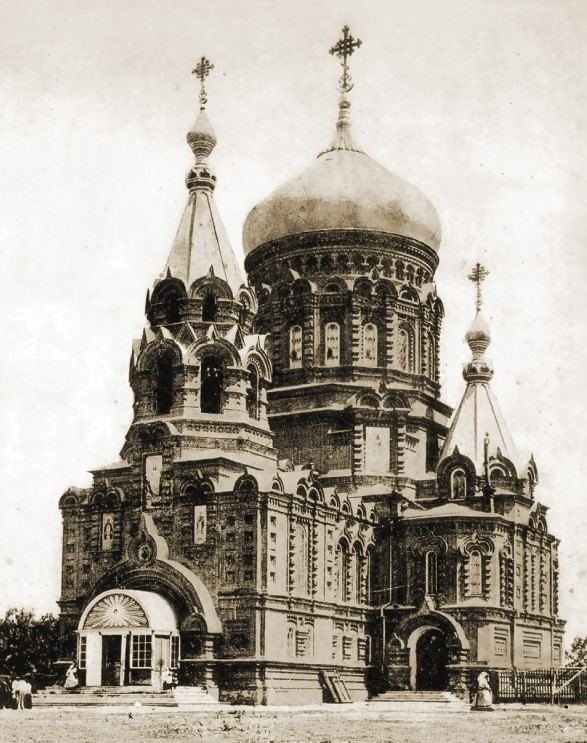
Свято-Троицкий храм в Благовещенске

Софийский собор относится к типу храма с трапезной, имеет план в виде латинского креста (удлинённая западная ветвь), апсида с трёх сторон охвачена обходной галереей. Пространство трапезной разделено на три нефа двумя рядами колонн. Восьмигранное в плане пространство основного объёма церкви прекрасно освещено 16 окнами, прорезающими высокий мощный барабан. Храм увенчан огромным куполом луковичной формы, восьмигранными шатрами с главками на тонких шейках над боковыми приделами, фасады разработаны в русском стиле.
Высота Софийского собора — 48,55 метра. Он является одним из самых больших христианских храмов на Дальнем Востоке и может вместить 2000 человек. Стены из красного кирпича не оштукатурены. Центральный большого размера купол имеет луковичную форму и поставлен на высокий барабан, окружённый поясом окон и кокошников, купол украшали рельефные узоры.
Две малые главы — шатровые. Фасады украшены орнаментальными узорами с изразцовыми и майоликовыми вставками, вход обрамлён арочным порталом. Над входом возвышается сужающаяся к верху двухъярусная шатровая колокольня с стрельчатыми арками звонниц, увенчанная золочёной луковичной главкой с крестом. Внутренние стены собора расписаны русским художником Анастасьевым.
В настоящее время в соборе сохранилось три места с религиозными предметами: в центре расположена скульптура Иисуса Христа, с правой стороны — икона Воскресения Христова и образы святой Софии и святителя Николая Чудотворца.
Третий Софийский собор в Харбине имел свои прототипы, точнее, являлся копией:
- Троицкого (Шадринского) собора в Благовещенске (находился на месте Амурского зоопарка, планируется к восстановлению);
- Богоявленской церкви в Санкт-Петербурге.

Проект Богоявленской церкви создавался на основе проекта храма Христа Спасителя на месте крушения императорского поезда в Борках.

## Клир
настоятели
- 1907—1910 — Петр Богданов
- 1910—1912 — Василий Пашин
- 1912—1919 — Афанасий Котяков
- 1919—1920 — Анатолий Михайлов
- сентябрь 1920 — февраль 1923 — Иоанн Сторожев[вд]
- февраль 1923 — 11 декабря 1944 — Михаил Филологов
- 1944—1954 — Андрей Голоскевич
- 1954—1955 — Николай Мухин
- 1955—1956 — Фаддей Синий
- 1956—1957 — Аникита Ван

штатные священники
- Петр Лапикен (1917—1921)
- Симеон Литвинцев (1921—1925)
- Феодор Стрелков (1921—1929)
- Владимир Петров (1923—1945)
- Александр Паевский (1929—1931)
- Андрей Знаменский (1931)
- Петр Малышев (1931—1932)
- Фаддей Синий (1932—1935)
- Геннадий Красов (1946—1948)
- Аникита Ван (1956)

сверхштатные священники
- Сергий Лепорский (1925)
- Николай Киклович (1925)
- Владимир Упшинский (1925—1926)
- Димитрий Смирнов (1925—1930)
- Ипполит Фофанов (1926)
- Павел Яхно (1926)
- Георгий Яковлев (1926—1939)
- Валентин Синайский (1933—1945)
- Василий Яковлев (1939—1947)
- Николай Киклович (1947—1956)

штатные диаконы
- Аристарх Сурмели (1907—1935)
- Николай Вартминский (1922—1942)
- Михаил Калиновский (1935—1953)
- Анатолий Мухин (1954—1955)

сверхштатные диаконы
- Николай Киклович (1925)
- Василий Серапинин (1925—1938)
- Николай Стариков (1939)